# نوجوان (فیلم)
نوجوان (به تامیلی: Paiyaa) فیلمی محصول سال ۲۰۱۰ و به کارگردانی ان. لینگوسامی است. در این فیلم بازیگرانی همچون کارتی، تمنا باتیا، میلیند سمان و دارشان جاریوالا ایفای نقش کرده‌اند.